# Dovre
Dovre è un comune norvegese della contea di Innlandet, distretto di Gudbrandsdalen.